# Kneza Branimira (Záhřeb)
Kneza Branimira je ulice v hlavním městě Chorvatska, Záhřebu. Spojuje hlavní nádraží s místní částí Novo Brestje. Je dlouhá několik kilometrů, vede nicméně výhradně podél tělesa železniční trati Bělehrad–Záhřeb v západo-východním směru.

## Historie
Třída se neobjevuje na žádném z historických mapování až do 20. století. Její západní část se pod názvem Baroševa ulica objevuje až na historické mapě města z roku 1902. Vznik třídy podél železniční tratě nicméně předpokládal již regulační plán Záhřebu z roku 1889, a to do oblasti přibližně až k dnešní ulici Vjekoslava Heinzela. V roce 1943 již exsitovala až do místní části Borongaj. 
Ve 21. století se předpokládá její prodloužení až do místní části Staro Brestje. 

## Doprava
Ve své západní části (od hlavního nádraží až po ulici Marina Držića je doplněna tramvajovým tělesem. V další své části je sice bez tramvajového tělesa, nicméně s odděleným středovým zeleným pruhem. Poté (východně od křižovatky s ulicí Vjekoslava Heinzela) pokračuje jako běžná ulice.

## Významné budovy
- Pošta 10000
- kostel svatého Kříže
- Technická škola
- Státní úřad pro statistiku
- nemocnice svaté Kateřiny
- Park Vladimira Veselice